# Dorvillea australiensis
Dorvillea australiensis är en ringmaskart som först beskrevs av McIntosh 1885.  Dorvillea australiensis ingår i släktet Dorvillea och familjen Dorvilleidae.
Artens utbredningsområde är havet kring Nya Zeeland. Inga underarter finns listade i Catalogue of Life.